# 渋川義顕
渋川 義顕（しぶかわ よしあき）は、鎌倉時代中期の御家人。渋川氏初代当主。
足利泰氏の次男として誕生。上野国渋川荘を領し渋川を号する。動向は不明な点が多いが、兄・斯波家氏と共に御家人として鎌倉将軍に仕えたといわれ、吾妻鏡では寛元3年（1245年）の鶴岡八幡宮放生会に臨む5代将軍・藤原頼嗣の随兵を務めたとある。また康元元年（1256年）に6代将軍・宗尊親王が北条政村の邸宅に出向いた際に供奉したとあるが、これを最後に義顕の記述が消えるため、以降の行方は不明である。
家氏と同母兄弟であったが、父・泰氏が得宗家から正室を迎えたため足利家の家督は弟の頼氏が継いだ。そのため足利一門中での家格は高かったものと思われる。